# San Michele Salentino
San Michele Salentino község (comune) Olaszország Puglia régiójában, Brindisi megyében.

## Fekvése
Brindisitől nyugatra, a Salento területén fekszik.

## Története
A települést a 17. század első felében alapította Massarianova néven, Michele Vaaz de Andrara Mola bárója. A feudalizmus felszámolásával a Nápolyi Királyságban, a 19. század elején San Vito dei Normanni része lett, és csak 1928-ban vált önálló településsé. Ekkor vette fel mai nevét is Mihály arkangyal tiszteletére.

## Népessége
A lakosság számának alakulása:

## Főbb látnivalói
- San Michele Arcangelo-templom - a 19. század második felében épült.